# Avianca Brazil
OceanAir Linhas Aéreas S.A. – nieistniejąca brazylijska linia lotnicza z siedzibą w Rio de Janeiro.
25 maja 2019 roku linia zawiesiła wszystkie operacje.